# Wola Komborska
Wola Komborska – wieś w Polsce położona w województwie podkarpackim, w powiecie krośnieńskim, w gminie Korczyna. W latach 1975−1998 miejscowość administracyjnie należała do województwa krośnieńskiego.

## Części wsi
| SIMC    | Nazwa        | Rodzaj     |
| ------- | ------------ | ---------- |
| 0355329 | Budy Wolskie | przysiółek |
| 0355281 | Dół          | część wsi  |
| 0355298 | Działy       | część wsi  |
| 0355306 | Góra         | część wsi  |
| 0355312 | Łęg          | część wsi  |

## Historia
Mikołaj Kamieniecki herbu Pilawa (ur. 1460 w zamku Kamieniec w Odrzykoniu koło Krosna - zm. 15 kwietnia 1515 w Krakowie) – starosta sanocki odziedziczył Wolę Komborską po ojcu Henryku kasztelanie sanockim.
W XV w. należała do Kamienieckich, Henryka, Mikołaja Kamienieckiego a następnie do Bonerów podobnie jak i Odrzykoń. W 1474 r. została zniszczona przez najazd wojsk węgierskich a potem w latach 1655-1660 przez najazd szwedzki i wojska Rakoczego. Stacjonowali tutejszych lasach Konfederaci barscy w l. 1768 -1772.

## Atrakcje turystyczne
- Grupa 15 skałek, blisko siebie, w południowej części Lasu Pałki. Wśród nich "Konfederatka" - oryginalna skałka, przypominająca swoim kształtem czapkę ułańską.

Wysokość skałek dochodzi do 7 metrów. Prawnie chroniony kompleks, należący do Czarnorzecko-Strzyżowskiego Parku Krajobrazowego.
- Pomnik Przyrody Źródło Siarczkowe Bartłomiej.

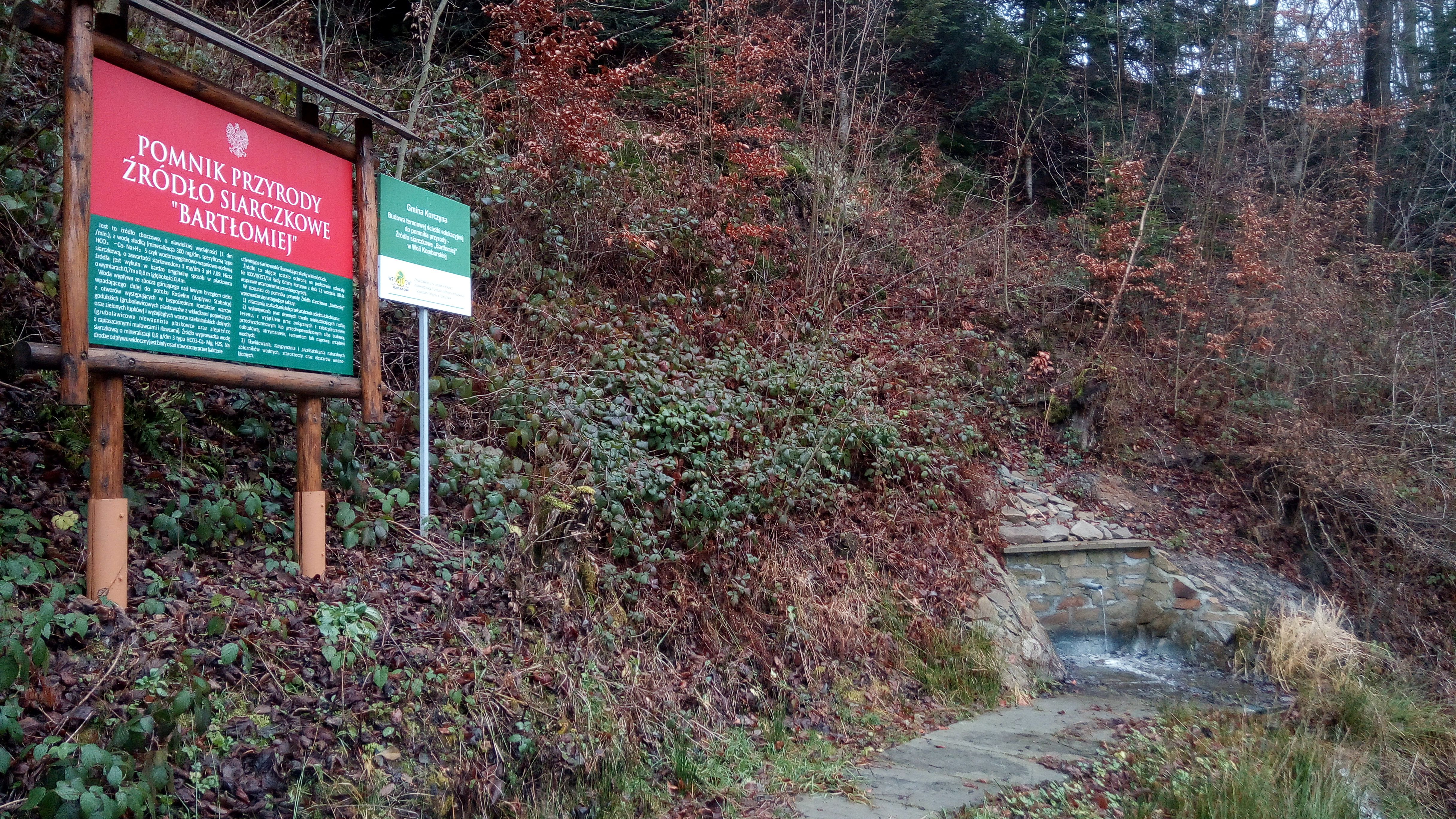
Źródło mineralne Bartłomiej